# ممر أورليانزر المائي

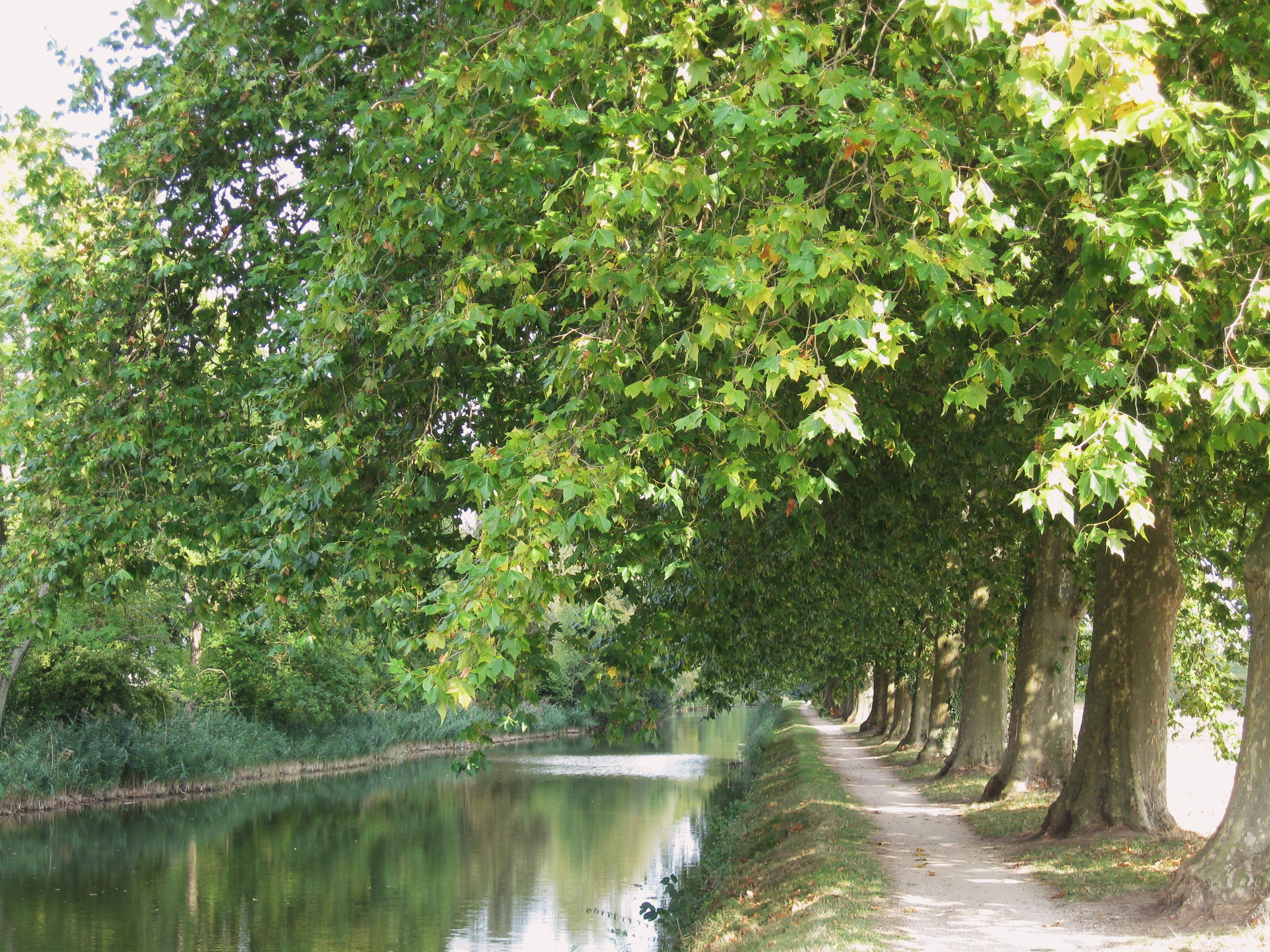
ممرأورليانز

ممر أورليانز: هو ممر مائي للملاحة يقع بالكامل في القسم الفرنسي من لورا. ويبلغ طوله كيلومترا 78.65، وفتح لنقل الخشب والفحم ثم إجراء بناء قناة لوار ما بين 1681-1687 وافتتحت في 1692.